# Vendée Challans Basket
Actualités
Le Vendée Challans Basket est un club de basket-ball français évoluant en Pro B basé dans la ville de Challans.

## Historique
| \| Challans \| Emplacement de Challans, · en France. |
| Challans                                             |

Le club est créé le 26 janvier 1936 comme une section du club omnisports de l'Étoile sportive du Marais, créée le 12 août 1912, de la volonté de plusieurs gymnastes. En 1963 l'équipe remporte le championnat départemental, c'est le début d'une ascension qui la mène à la Nationale 2 en 1971. Le président de l'époque est Michel Vrignaud (mort en 1971).
Au terme de la saison 1970-1971, l'ESM, composée notamment de l'expérimenté Raphaël Ruiz et de l'américain William Hetzel, 2,01 m, accède à la Nationale 1 (plus haut échelon national). Elle termine, en 1972, 7e de sa première saison en Nationale 1 avec le concours d'un second américain, le pivot Tom Lee, 2,05 m. Lors de la saison 1972-1973, le club se classe 12e sur 16 avec 10 victoires, 2 nuls et 18 défaites. Challans finit 11e sur 16 avec 13 victoires, 1 nul et 16 défaites en 1973-1974.
En 1974-1975, l'ESM termine à la 8e place avec 16 victoires, 1 nul et 13 défaites. À la suite des départs des joueurs Hetzel, Ruiz et Jacques Rodet, sont recrutés pour l'année 1975-1976 l'ailier Barry White en provenance de JA Vichy et le meneur de jeu berkois Joël Balavoine ; le club réussit alors son meilleur classement de son histoire, soit la sixième place du championnat (16 victoires, 2 nuls et 12 défaites), au terme de cette saison.
L'équipe challandaise, pourvue d'un nouveau pivot américain, Reynolds, à la place de Lee, dispute en 1976 sa première coupe européenne, la coupe Korać : elle est éliminée dès le premier tour face à Venise, malgré une victoire au match retour 69 points (dont 21 de Barry White) à 58, le 23 novembre 1976, dans la salle Michel-Vrignaud.
Au terme de l'édition de 1978-1979, l'équipe, entraînée par l'américain Carmine Calzonetti et composée notamment de joueurs anciens tels Joël Balavoine, Petit et Duffort et des américains G. Tambon et Butch Taylor, termine 12e sur 14 équipes avec 7 victoires et 19 défaites et descend en nationale 2 après les barrages. Le club après avoir fini premier de la poule A est champion de France de Nationale 2 en 1980 en gagnant la finale   100-83 contre Nice UC, ainsi Challans remonte en première division pour la saison 1980-1981.
Le club, avec une 11e place sur 14, obtient son maintien en 1981 lors des barrages de relégations, mais redescend en Nationale 2 lors de la saison 1981-1982 (13e sur 14). Challans remonte tout de suite lors de la saison 1982-1983 avec une première place de la poule B, mais est battu pour le titre de champion de Nationale 2 par la CRO Lyon.
Le club finit 12e en 1983-1984 (8 victoires, 1 nul et 17 défaites) puis 6e en 1984-1985 (13 victoires, 1 nul et 12 défaites). L'ESM termine sixième de la saison 1985-1986, derrière notamment 'Orthez, Villeurbanne et Limoges. En 1987, le club atteint les quarts de finale de la Coupe Korać, et termine 3e de son groupe derrière les Italiens de Juventus Caserte et les Espagnols d'Estudiantes Madrid.
L'ESM passe de la Nationale 2 à la Nationale 4 en 1989, puis à la régionale 3 en 1993.
Sous le nouveau nom de Basket-Ball Challans Vendée, le club remonte les divisions années après années, jusqu'à atteindre, en 2004, la NM1 (troisième échelon national).

## Les différents noms
- 1936-1987 : Étoile sportive du Marais Basket Challans (ESM Challans)
- 1987-1988 : Challans Basket Club Vendée (Challans BCV)
- 1988-1989 : Vendée Basket Challans (VB Challans)
- 1989-1996 : Basket-Ball Challans (BB Challans)
- 1996-2004 : Basket-Ball Challans Vendée (BBCV)
- Depuis 2004 : Vendée Challans Basket (VCB)

## Résultats sportifs

### Palmarès
| Compétitions nationales | Compétitions internationales                       |
| - Championnat de première division : - 14 participations. - Championnat de France de deuxième division - Champion (1) : 1980. - Championnat de France de troisième division - Champion (1) : 2025. - Coupe de France : - Vainqueur (1) : 1983. | - Coupe Korać : - 2 participations : 1977 et 1987. |

## Budget
- 2012-2013 : 720 000 €[8] (N1)
- 2014-2015 : 900 000 €[9] (N1)
- 2019-2020 : 1 030 000 €[10] (N1)
- 2020-2021 : 1 000 000 €[11] (N1)

## Joueurs et personnalités du club

### Entraîneurs
Le tableau suivant présente la liste des entraîneurs du club depuis 1936.
| Rang | Nom                   | Période        |
| ---- | --------------------- | -------------- |
| 1    | ?                     | 1936-1964      |
| 2    | Jean-Jacques Kériquel | 1964-mars 1974 |
| 3    | Serge Kalember        | 1974-1983      |
| 4    | Michel Gomez          | 1983-1986      |
| 5    | Fabien Texier         | 1986-1992      |
| 6    | Patrick Vergne        | 1992-1993      |
| 7    | Joël Balavoine        | 1993-1998      |
| 8    | Antoine Michon        | 1998-2005      |

| Rang | Nom                | Période               |
| ---- | ------------------ | --------------------- |
| 9    | Cyril Kericquel    | 2005-2006             |
| 10   | Freddy Massé       | 2006-janv. 2010       |
| 11   | Emmanuel Body      | janv. 2010-2011       |
| 12   | Olivier Le Minor   | août 2011-nov. 2012   |
| 13   | Yann Jolivet       | déc. 2012-mai 2013    |
| 14   | Freddy Massé       | sept. 2013-mars 2016  |
| 15   | Sébastien Chérasse | mars 2016-juin 2016   |
| 16   | Philippe Namyst    | sept. 2016-janv. 2020 |

| Rang | Nom               | Période              |
| ---- | ----------------- | -------------------- |
| 17   | Antoine Michon    | janv. 2020-déc. 2021 |
| 18   | Joachim Duthé     | déc. 2021-2022       |
| 19   | Sébastien Lambert | 2022-                |

### Joueurs emblématiques
- Valéry Demory
- Philippe Hervé
- Raphaël Ruiz
- Kevin Figaro
- Barry White
- Tom Lee
- Murray Brown
- Daniel Oyono
- Gareth Murray
- Lance Berwald
- William Hetzel
- Joël Balavoine
- Patrick Petit
- Michel Dufort
- Freddy Massé
- Chris Singleton
- Drissa Dié
- Andreas Schreiber
- Martin Ringstrom
- Lavar Simmons
- Emmanuel Monceau
- Juwann James
- Ibrahim Saounera